# Hóp (Island)

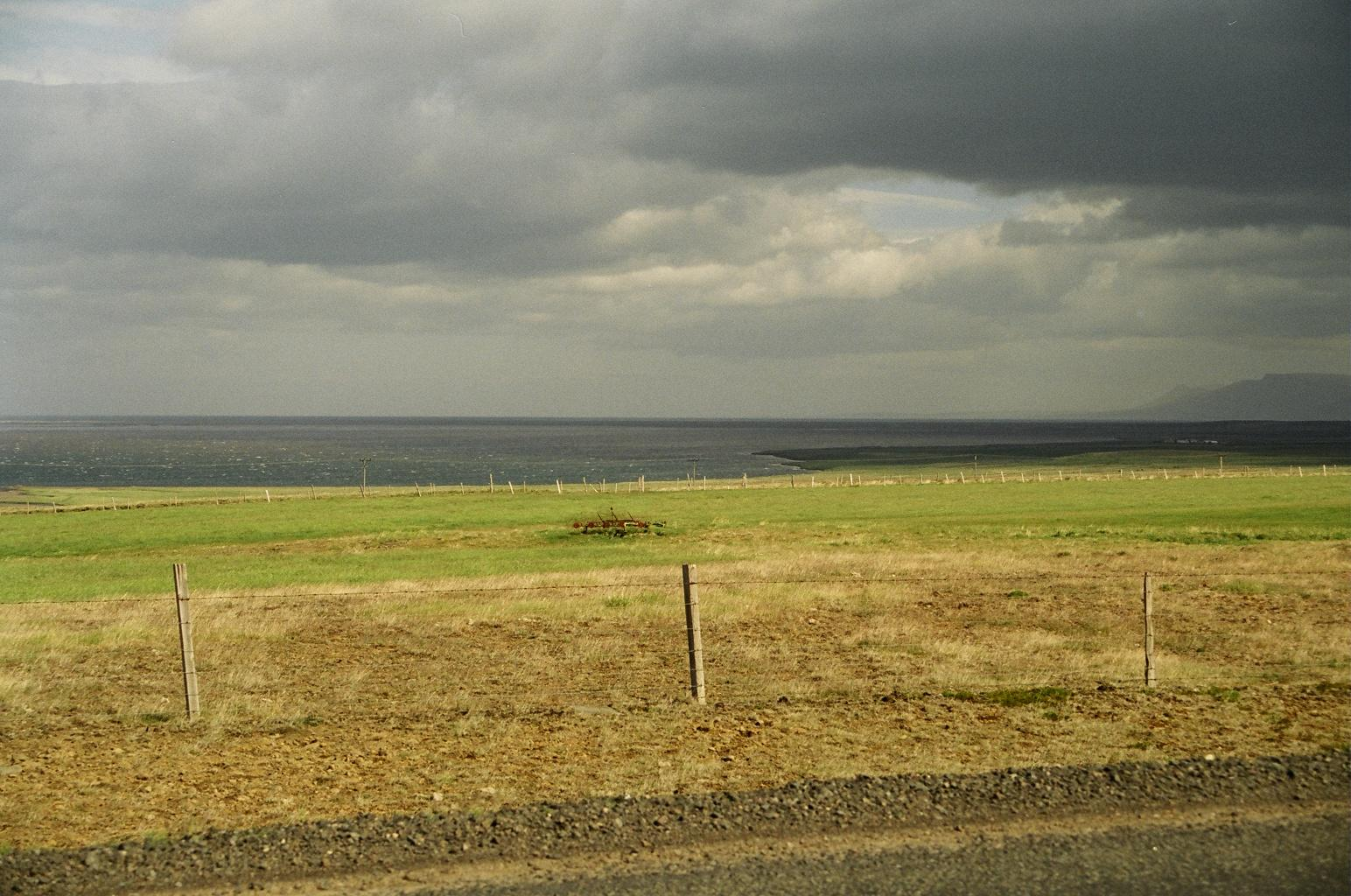
Hóp

Der Hóp ist eine Lagune im Norden von Island bei Blönduós am Húnafjörður. 

## Geografie und Geschichte
Die Lagune liegt auf dem Gemeindegebiet von Húnaþing vestra und Húnabyggð, wobei der größere (östliche) Teil zu Húnabyggð zählt.
Die Fläche der Lagune schwankt mit den Gezeiten zwischen 29 und 44 Quadratkilometern. Die Tiefe beträgt bis zu 9 Meter.
Der fischreiche Fluss Víðidalsá  mündet in den Hóp.
Von der Bucht Húnaflói wird die Lagune durch eine Landzunge mit dem Namen Þingeyrarsandur abgetrennt. 

## Geschichte und Sehenswürdigkeiten
Auf dem Þingeyrarsandur liegt die Kirche Þingeyrakirkja. Im Jahre 1133 wurde an dieser Stelle das erste Kloster des Landes gegründet. 
In der Nähe der Lagune Hóp befinden sich die Festungsanlage Borgarvirki und die Hügel der Vatnsdalshólar.
Koordinaten: 65° 32′ 0″ N, 20° 30′ 0″ W